# The Stormies
The Stormies sono stati un gruppo musicale greco formato ad Atene nel 1965. Hanno pubblicato tre singoli, due dei quali in stile garage e cantati in inglese.

## Storia
Tutti i membri del gruppo, all'epoca, hanno suonato in altre band famose: Alekos Glykas nei Charms, Thimios Petrou nei Forminx e nei Minis, Makis Saliaris nei We Five, Spyros Metaxas nei We Five e nei Sound. Il secondo batterista Lucas Sideras ha suonato nei Minis e più tardi negli Aphrodite's Child, in entrambi i casi in formazione con Demis Roussos. Lo stesso Demis ha fatto parte degli Stormies per un brevissimo periodo non molto tempo prima che la band si sciogliesse.
La title track del primo singolo è il brano beat Dilly dilly, mentre il lato B è il brano molto più pop Teenager's love, entrambi scritti da Spyros Metaxas per la musica e da Nikos Mastorakis per i testi. Mastorakis ha scritto decine di canzoni anche per altri gruppi quali Forminx, Charms, Juniors e altri.
Il secondo singolo contiene Try, try, try, in cui viene fatto uso del fuzztone dell'assolo di chitarra. Il lato B, lo strumentale Drum in the Storm, presenta entrambi i batteristi Makis Saliaris e Lucas Sideras che suonano insieme.
Il terzo singolo ha visto la collaborazione come voce solista di Zoe Kouroukli, cantante alquanto famosa al tempo, con l'adattamento in inglese del brano di France Gall Laissez tomber les filles e sul lato B The girl of ye-ye.
Il gruppo si è sciolto nel 1966.

## Formazione
I componenti  che si sono avvicendati durante l'esistenza della band sono stati:
- Alekos Glykas - chitarra
- Spyros Metaxas - basso, chitarra, voce
- Thimios Petrou - voce, chitarra
- Demis Roussos - basso
- Panagiotis Zachariou - basso
- Kostas Karydas - voce
- Makis Saliaris - batteria
- Lucas Sideras - batteria
- Nikos Ignatiadis - organo